# Eugeen Donse
Eugène Thérèse Louis Donse (Antwerpen, 30 juli 1901 - 26 december 1995) was een Belgisch politicus voor CVP.

## Levensloop
Eugeen Donse behaalde een onderwijzersdiploma aan de katholieke normaalschool in Antwerpen en werd onderwijzer en schoolhoofd in deze stad.
Donse doorliep een politieke carrière bij de Christelijke Volkspartij.
In 1948 werd hij lid en weldra voorzitter van het CVP-hoofdbestuur in Antwerpen.
Van 1958 tot 1961 was hij provinciaal CVP-senator en van februari tot mei 1965 rechtstreeks verkozen senator. Van mei 1965 tot 1968 was hij volksvertegenwoordiger voor het arrondissement Antwerpen.
In de onderwijswereld was hij voorzitter van de katholieke onderwijzersgilde en voorzitter van de commissie voor leerlingenvervoer, vervolgens directeur van de Nationale Dienst voor Leerlingenvervoer van de Katholieke Scholen.
Tot in 1951 was hij hoofdredacteur van het tijdschrift Christene School. Hij stichtte ook Pedagogische Periodiek, voor het behandelen van specifieke onderwijsthema's.

## EZxterne link
- Fiche Eugène Donse, ODIS